# Böhm József (hegedűművész)
Böhm József (Buda, 1795. március 4. – Bécs, 1876. március 28.) hegedűművész.

## Életrajza
Az udvari zenekar tagja és a bécsi Konzervarórium leghíresebb tanára volt. Az első zenei oktatást atyjától nyerte, nyolcéves korában már turnéra indult Lengyelországba. Később P. Rode tanítványa lett. 1819-ben a bécsi Konzervatórium tanára, 1821. pedig az udvari zenekar első hegedűse volt. Mint pedagógusnak óriási jelentősége van. Tanítványai közül ezeket kell különösen ki emelni: Ernst, Joachim, Singer, Hellmesberger, L. Strauss, Rappoldi stb. 1848-ban nyugalomba ment. Szerzeményei közül vonósnégyesek, duettek, variációk, polonaisek és dalok, valamint hegedűdarabok jelentek meg.

## Külső hivatkozások
- Böhm József International Music Score Library Project